# Red Bull Theatre
El Red Bull (Toro Rojo) fue un teatro de Londres durante el siglo XVII. Durante más de cuatro décadas, entretuvo a públicos que provenían de los suburbios septentrionales, desarrollando una reputación de audiencias ruinosas, a menudo negativas. Después de que el Parlamento cerrara los teatros en 1642, continuó haciendo representaciones ilegales de manera intermitente, y cuando los teatros se reabrieron durante la Restauración, se convirtió nuevamente en un local legal. Se quemó durante el Gran Incendio de Londres, siendo de los últimos teatros renancentistas en caer.

## Diseño
Se sabe menos del origen del Red Bull que de otros locales contemporáneos como el Globe Theatre o Fortune Theatre. Se construyó en 1604 en la calle Saint John en Clerkenwell; se hizo renovando una posada con una plaza central. Por ello tenía una forma cuadrada, diseño que solo compartió el original Fortune. Puede que su nombre derivara del ganado que era conducido al mercado a través de la calle St. John. 
Se sabe poco de él. Los eruditos suponen que tenía el mismo tamaño que el Globo o el Fortune. Al principio, supuso una seria competencia para las compañías King's Men y Prince Henry's Men. Aunque algún estudioso considera que estaba techado, la mayoría piensa que era un teatro abierto dos y un aforo quizá un poco inferior a los casi 3.000 espectadores del Globo. 

## Historia

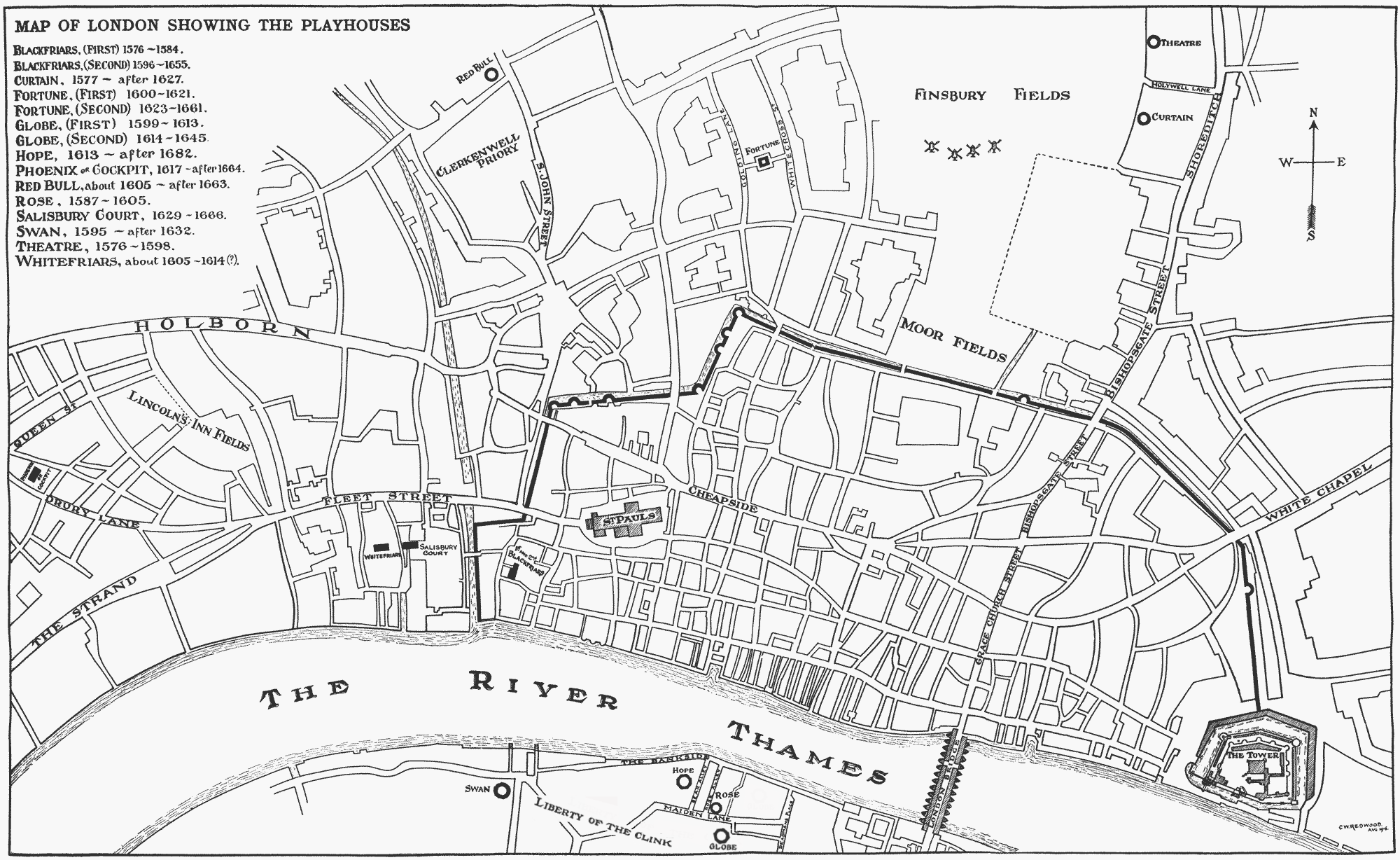
Plano de Londres a finales del y principios del, que muestra la ubicación de los teatros: el Red Bull se encuentra al noroeste de la ciudad

No hay prueba de que estuviera ocupado antes del año 1607, cuando se sabe que interpretó allí la compañía Queen Anne's Men. Se construyó en 1605 y la patente para el local se concedió a Thomas Greene, comediante de la Queen's company, por lo que parece que se construyó para esta compañía. Esta compañía de hombres de la reina permaneció en el teatro hasta 1617.
Emplearon a destacados dramaturgos: la mayoría de la impresionante producción de Thomas Heywood se representó aquí, así como las obras de John Webster El diablo blanco y El pleito del demonio, la de Thomas Dekker titulada Si esta no es una buena obra, es porque el diablo está en ella, y la bien conocida de John Cooke Greene's Tu Quoque. También tuvo en su poder otras obras anteriores, como el Eduardo II de Christopher Marlowe.
En 1617, la compañía de los Queen's Men, ahora dirigidas por el empresario Christopher Beeston se trasladaron al nuevo Cockpit Theatre de Beeston; el movimiento impulsó a una banda de aprendices (presumiblemente enojados porque sus obras favoritas se iban a representar en el más caro teatro cerrado) a quemar el Cockpit en martes de carnaval de 1617. Los Queen's Men regresaron al Red Bull, sin embargo, solo hasta que se reparase el Cockpit. Después ocupó el Red Bull la compañía de los Prince Charles' Men, en parte financiados por Edward Alleyn. En el ocaso de la era jacobina, esta compañía produjo obras incluyendo las de Dekker y Massinger La mártir virgen, El heredero de Thomas May, y Herod y Antípater, de Gervase Markham y William Sampson.
Tras la muerte del rey Jacobo I, se hizo cargo del Red Bull una compañía de actores de calidad inferior a la que los estudiosos llaman "la compañía Red Bull", pues así se llamaban los actores a sí mismos cuando estaban en Londres. En noviembre de 1629, el teatro alojó a una compañía de actores francesa que antes habían hecho una representación en el Fortune y el Blackfriars Theatre; una referencia contemporánea menciona que esta troupe, que incluía mujeres, fue mal recibida en Clerkenwell.
En 1634, el Red Bull alojó a una nueva compañía, bajo el patronazgo del niño Carlos II. Para entonces, la reputación del teatro estaba definitivamente dañada.
Durante la prohibición de los teatros, el Red Bull hizo algunas representaciones, como la de 1648, de una obra de John Fletcher Wit Without Money (Ingenio sin dinero). En 1650 el Red Bull fue objeto de una redada, siendo arrestados varios actores y confiscadas las propiedades. 
Abrió durante la Restauración, en 1660, como casa para la compañía de los Old Actors (Actores antiguos) o Muhon's Company (Compañía de Muhon). Se representó de nuevo drama. Samuel Pepys menciona haber visto allí una reposición de la obra de William Rowley All's Lost by Lust there. El Red Bull quedó destruido en 1666 en el Gran Incendio de Londres.